# Jurovec
Jurovec is een plaats in de gemeente Sveti Martin na Muri in de Kroatische provincie Međimurje. De plaats telt 267 inwoners (2001).